# L'ultimo bersaglio
L'ultimo bersaglio (Combat Squad) è un film del 1953 diretto da Cy Roth.
È un film di guerra statunitense con John Ireland, Lon McCallister e Hal March. È ambientato durante la guerra di Corea.

## Produzione
Il film, diretto da Cy Roth su una sceneggiatura di Wyott Ordung (eroe di guerra alla sua prima sceneggiatura), fu prodotto da Jerry Thomas per la Jack Broder Productions e girato da inizio marzo a metà marzo 1953. I titoli di lavorazione furono Steel Helmet e Combat.

## Distribuzione
Il film fu distribuito con il titolo Combat Squad negli Stati Uniti dal 1º ottobre 1953 dalla Columbia Pictures.
Altre distribuzioni:
- in Grecia (Eleftheroi skopeftai)
- in Italia (L'ultimo bersaglio)

## Promozione
La tagline è: "Fury Breaks Loose! ".